# Энгель, Валерий Викторович
Вале́рий Ви́кторович Э́нгель (род. 19 июня 1961, Москва) — российский историк и общественный деятель, специалист по проблеме прав человека в международных отношениях, а также по еврейской истории России конца XIX — начала XX веков. Директор Института изучения проблем национальной политики и межнациональных отношений (Россия). Президент Европейского центра развития демократии (Латвия).

## Биография
В 1983 году окончил исторический факультет Московского государственного педагогического института. В 1995 году в Институте всеобщей истории РАН защитил диссертацию на соискание учёной степени кандидата исторических наук по теме «Еврейский вопрос в русско-американских отношениях конца XIX — начала XX вв.». Опубликовал одноимённую книгу в издательстве «Наука» в Москве в 1997 году. Автор ряда научных работ по проблемам национального государства.
В октябре 1987 года стал основателем Еврейского исторического общества, в рамках которого организовал в ряде городов СССР лектории по еврейской истории и культуре. В 1989 году организовал первую в СССР международную научную конференцию по иудаике и гебраистике.
В 1990—1993 годах — президент Ассоциации иудаики и еврейской культуры. В 1991—1996 годах — член исполкома Всемирного еврейского конгресса от СНГ. В 1996—2000 годах — член консультативного совета по вопросам национально-культурной автономии при правительстве России. Почётный доктор кафедры гебраистики университета Сорбонна.
С 2001 по 2008 год работал исполнительным вице-президентом Федерации еврейских общин России (ФЕОР). С июня 2002 года — исполнительный директор Всемирного конгресса русскоязычного еврейства. С июня 2010 года по апрель 2015 года — заместитель председателя Международного правозащитного движения «Мир без нацизма», участник антифашистского движения в Европе.
С 2009 по 2013 год являлся членом экспертного совета Министерства юстиции РФ по работе с религиозными организациями, с 2012 года по 2015 г. — член координационного совета при председателе Совета Федерации по взаимодействию с институтами гражданского общества. С 2015 года является членом комиссии по мониторингу и разрешению конфликтных ситуаций в сфере межнациональных отношений Совета при президенте РФ по межнациональным отношениям.
С 2010 года возглавляет некоммерческую организацию в Латвии — Европейский центр развития демократии (англ. European Center for Democracy Development
), организация до 2014 года получила более 100 000 евро из источников, которые не раскрываются в годовых отчетах. В 2022 году Европейский центр развития демократии получил консультационный статус ЭКОСОС при Организации Объединенных Наций. В 2023 году организация получила грант Еврокомиссии  на проведение исследования в области правого радикализма и экстремизма. 
С 2015 года является директором Института изучения проблем национальной политики и межнациональных отношений — автономной некоммерческой организации, занимающейся исследованием межнациональных отношений в России и других странах.
В 2012 по 2015 год был научным руководителем международной группы по подготовке Мониторинга ксенофобии, дискриминации и агрессивного национализма в Европе.
2 марта 2013 года избран учредительным съездом партии «Гражданская инициатива» в политический совет.